# 奥马鲁·亚拉杜瓦
奥马鲁·穆萨·亚拉杜瓦（Umaru Musa Yar'Adua，1951年8月16日—2010年5月5日），尼日利亚政治人物，富拉尼族，尼日利亚人民民主党成员，曾任卡齐纳州州长，2007年當選尼日利亚总统。出生于尼日利亚卡齐纳。
2009年11月23日，亚拉杜瓦因胸痛难忍前往沙特阿拉伯就医，自那天起再没有露面。这一不寻常事件让尼日利亚陷入恐慌。舆论怀疑亚拉杜瓦已经不在人世或者失踪。
2010年2月，亚拉杜瓦的总统职务由副總統古德勒克·乔纳森代行。
2010年5月5日，亚拉杜瓦因長期病患去世，終年五十八歲。副總統古德勒克·乔纳森正式繼任總統。

## 评价
1999年和 2003年，亞拉杜瓦兩次當選卡齊納州州長。擔任州長後，他向公眾公佈了自己的財產，成為尼日利亞第一個向公眾公佈財產的州長，並因此獲得民眾的讚譽，被認為是一個公正清廉的官員。